# Sympetrum ignotum
Sympetrum ignotum är en trollsländeart som beskrevs av James George Needham 1930. Sympetrum ignotum ingår i släktet ängstrollsländor, och familjen segeltrollsländor. Inga underarter finns listade i Catalogue of Life.